# مؤسسه فناوری بریتانیا کلمبیا
مؤسسه فناوری بریتانیا کلمبیا (انگلیسی: British Columbia Institute of Technology) که همچنین به آن BCIT گفته می‌شود، یک موسسه پلی تکنیک دولتی در برنابی، بریتیش کلمبیا، کانادا است. این مؤسسه فنی دارای پنج پردیس دانشگاهی است که در مترو ونکوور واقع شده‌اند و مرکز اصلی آن در برنابی، بریتیش کلمبیا، کانادا است. شامل پردیس فناوری هوافضا در ریچموند، پردیس دریایی در شهر ونکوور شمالی، پردیس داون‌تون در ونکوور، و پردیس جزیره آناسیس در دلتا. این موسسه زیر منشور استانی «قانون کالج و مؤسسه» فعالیت می‌کند . این دانشگاه به عنوان یک آموزشگاه فنی و حرفه ای فعالیت می‌کند، و دارای کارآموزانی برای مهارت‌های شغلی و دیپلم و مدرک تحصیلات حرفه‌ای برای تکنسین‌های ماهر و کارگران حرفه‌ایی در مشاغلی قبیل مهندسی، حسابداری، مدیریت تجارت، ارتباطات پخش / رسانه ای، هنرهای دیجیتال، پرستاری، پزشکی، معماری و قانون است.
موسسه فناوری بریتانیا کلمبیا اولین بار در سال ۱۹۶۰ به عنوان مدرسه حرفه ای بریتیش کلمبیا تأسیس شد. هنگامی که پردیس برنابی خود را در سال ۱۹۶۴ افتتاح کرد، ۴۹۸ دانشجو را ثبت نام کرد که در سال ۲۰۱۷ این تعداد به ۱۸٬۷۵۵ دانشجوی تمام وقت و ۳۰٬۵۹۳ دانشجوی پاره وقت افزایش یافته بود. از زمان تأسیس تا ۲۰۱۷، این مؤسسه دارای بیش از ۱۲۵٬۰۰۰ فارغ‌التحصیل بوده‌است.

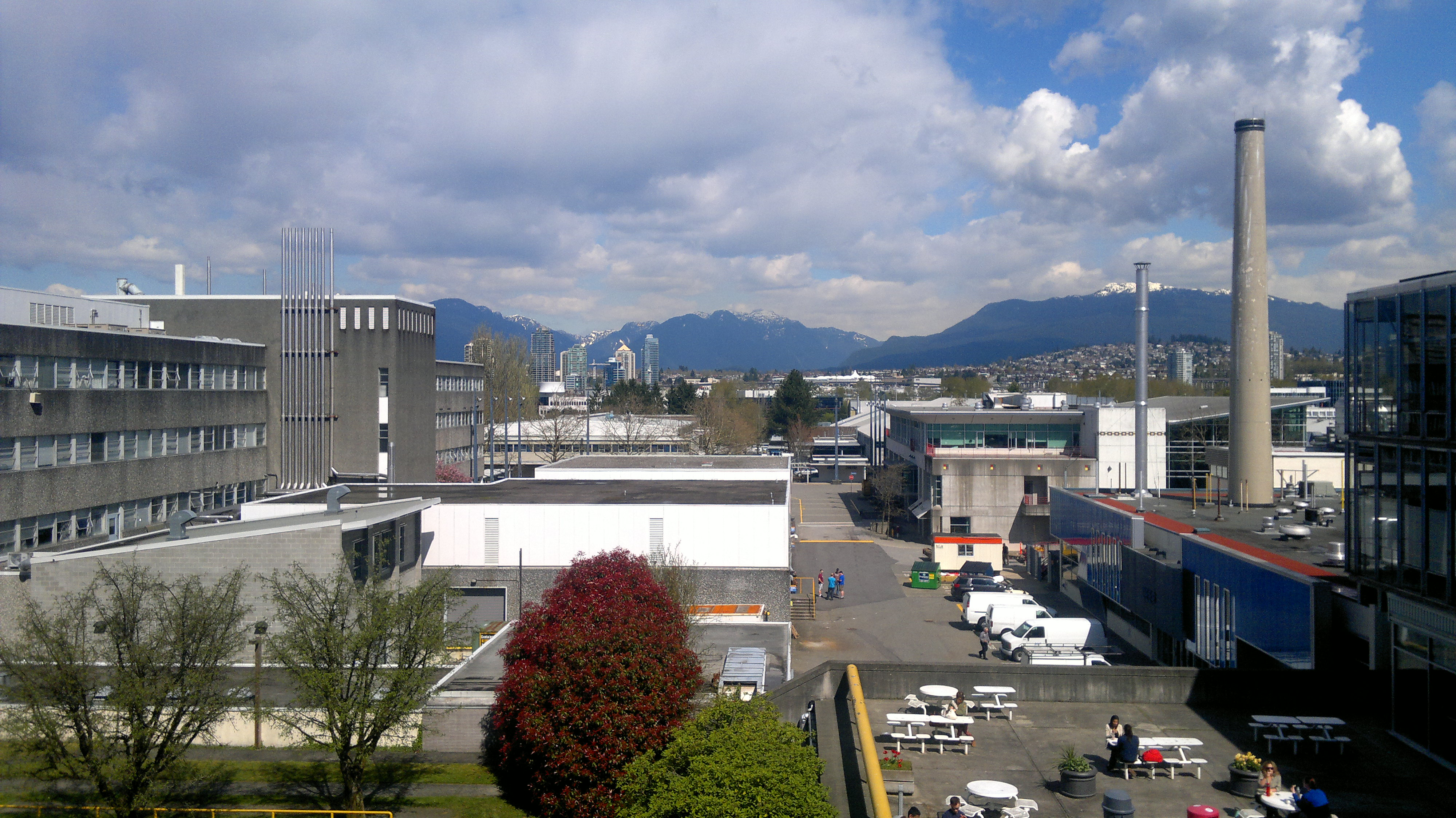
پردیس برنابی

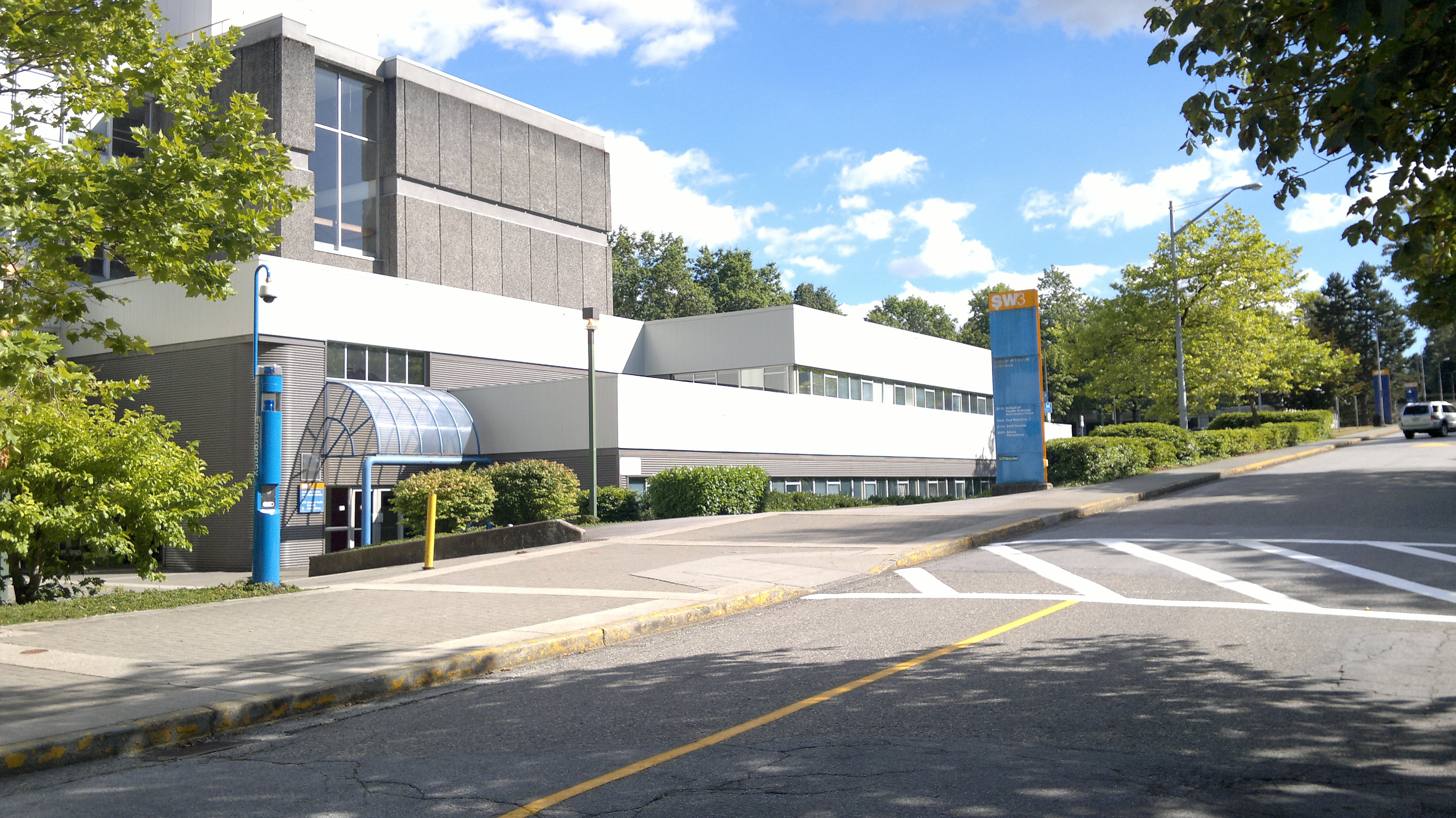
دانشکده علوم بهداشت